# Nadeesha Ramanayaka
Nadeesha Ramanayaka (née le 25 décembre 1994) est une athlète srilankaise, spécialiste du 400 m. 

## Biographie
En 2023, elle remporte la médaille de l'épreuve du 400 m lors des championnats d'Asie se déroulant à Bangkok. Avec les collectifs srilankais, elle décroche également les médailles d'argent des relais 4×400 m féminin et 4×400 m mixte. 

## Palmarès
| Date | Compétition              | Lieu     | Résultat | Épreuve       | Marque        |
| ---- | ------------------------ | -------- | -------- | ------------- | ------------- |
| 2019 | Championnats d'Asie      | Doha     | 6e       | 400 m         | 53 s 98       |
| 2019 | Championnats d'Asie      | Doha     | 4e       | 4×400 m       | 3 min 35 s 06 |
| 2019 | Jeux mondiaux militaires | Wuhan    | 7e       | 400 m         | 53 s 41       |
| 2019 | Jeux mondiaux militaires | Wuhan    | 5e       | 4×400 m       | 3 min 43 s 33 |
| 2023 | Championnats d'Asie      | Bangkok  | 1re      | 400 m         | 52 s 61       |
| 2023 | Championnats d'Asie      | Bangkok  | 2e       | 4×400 m       | 3 min 33 s 27 |
| 2023 | Championnats d'Asie      | Bangkok  | 2e       | 4×400 m mixte | 3 min 15 s 41 |
| 2023 | Jeux asiatiques          | Hangzhou | 5e       | 400 m         | 53 s 72       |
| 2023 | Jeux asiatiques          | Hangzhou | 3e       | 4 × 400 m     | 3 min 30 s 88 |

## Records
| Épreuves | Épreuves  | Temps   | Lieu    | Date            |
| -------- | --------- | ------- | ------- | --------------- |
| 400 m    | Plein air | 52 s 61 | Bangkok | 13 juillet 2023 |